# Burundi
Burundi afrikai ország, mely a kontinens keleti részén, Ruanda, Tanzánia és a Kongói Demokratikus Köztársaság között helyezkedik el. A Nemzetközi Valutaalap 2009-es GDP-mérése szerint a Föld legszegényebb országa.
Politikai fővárosa Gitega, gazdasági, kereskedelmi fővárosa Bujumbura.

## Földrajz

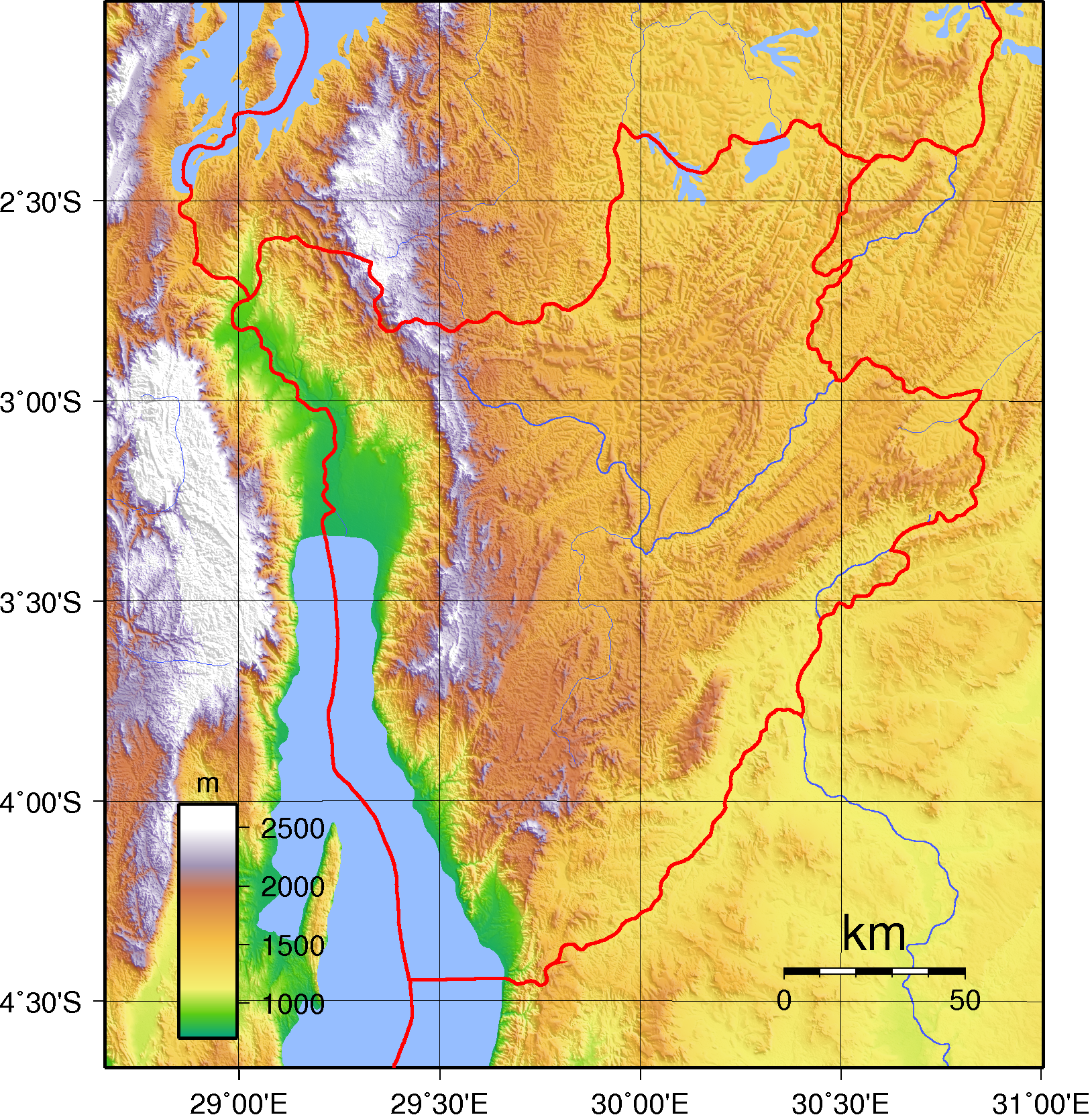
Burundi domborzati térképe

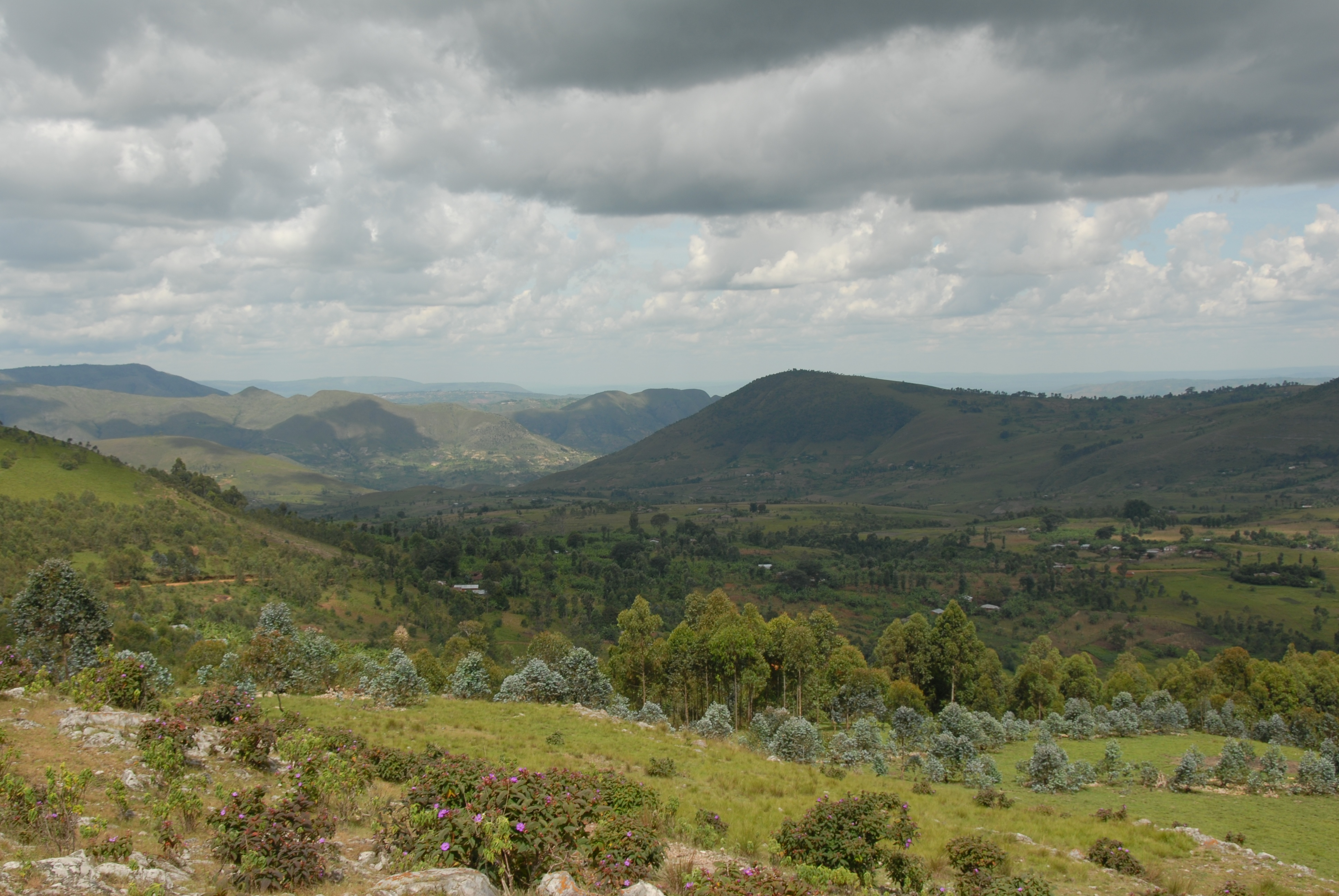
Az ország egy tájképe

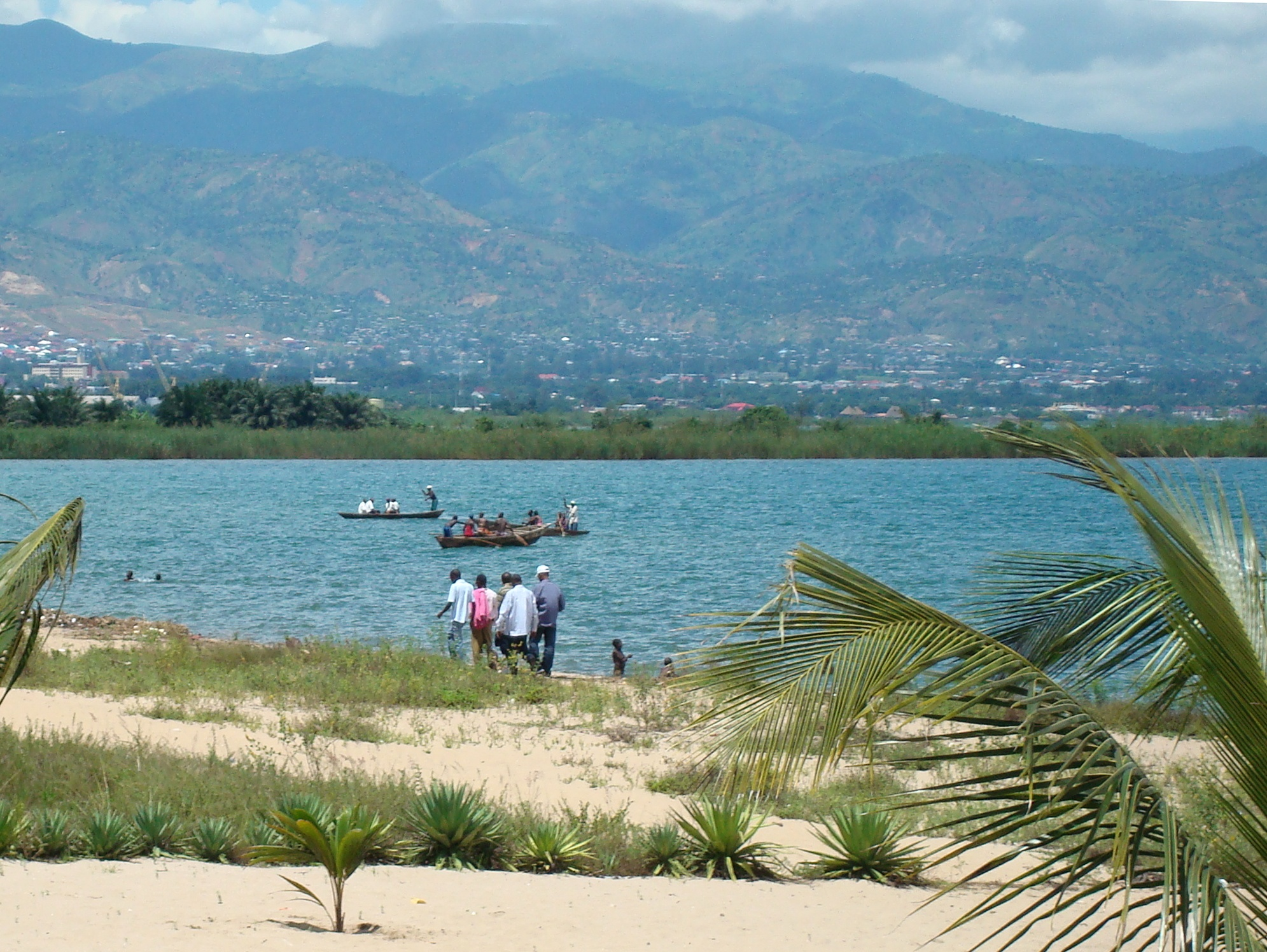
A Tanganyika-tó Bujumbura mellett

Keleti részére a Kelet-afrikai-magasföld hullámos dombvidéke nyúlik be, míg nyugaton a Mitumba-hegység szakad le a Tanganyika-tó árkára. Legmagasabb pontja a Mweri (2670 m). Legjelentősebb folyók: Ruzizi, Ruvyronza (a Nílus eredete), Ruvuvu. Legnagyobb tava a Tanganyika-tó.

### Domborzat
Burundi felföldje átlagosan a tengerszint fölött 1600 m-rel fekszik; délnyugaton a Tanganyika-tó, északkeleten az Unjamwesi-medencében terül el az ország nagy része. A domborzat nyugat felé emelkedő, részben erősen tagolt fennsík, egészen a Közép-afrikai-árok peremhegységéig, ami egyben vízválasztó is. Tőle nyugatra a folyók a Kongó-medence, keletnek pedig a Nílus felé tartanak. Legmagasabb pont: Mount Heha, 2670 m.

### Vízrajz
A Tanganyika-tó teljes vízfelülete 32893 km², s ebből mindössze 1800 km² tartozik Burundihoz. A Ruvubu, ami Burundiban ered, és 200 km hosszú, a Kagera-Nílus forrásfolyója.

### Éghajlat
Burundi éghajlata annak ellenére, hogy közel van az Egyenlítőhöz, mégis inkább mérsékelt, magas fekvésének köszönhetően. A két esős időszakban (március–április és szeptember–december) elegendő csapadék hullik. A hegyek keleti lejtőin 1500 mm-ig, a fennsíkon 1200 mm-ig, a Kelet-afrikai-árokban 800 mm-ig esik átlagosan az eső. A hőmérséklet szinte egész évben egyenletesen 16–24 °C között van.

### Élővilág, természetvédelem
Hála a bőséges csapadéknak, az ország központi és keleti fennsíkjain jó talajú nedves szavannák találhatók, így a vidék ma is kitűnő terep a földművelés és a legeltetés számára. A hegyek keleti lejtőit esőerdők és köderdők borítják. A száraz szavanna az árokövezetben jellemző.
Változatos az állatvilág: zebra, különböző antilopok, vízibivaly, szavannai varacskosdisznó, pávián, oroszlán, leopárd; a halakban gazdag folyókban vízilovak és krokodilok.

### Veszélyforrások
A viszonylagos túlnépesedés következtében az erdők nagy részét mára kivágták. A lecsupaszított felszínt talajerózió sújtja, és sokfelé csökken a földek eltartóképessége.
További természeti veszélyforrások: árvíz; földcsuszamlás; aszály.

#### Nemzeti parkjai
- Kibira Nemzeti Park az ország északnyugati részén. Kis darab esőerdő. Határos Ruandában a Nyungwe Erdő Nemzeti Parkkal.
- Rurubu Nemzeti Park északkeleten a Rurubu, más néven Ruvubu vagy Ruvuvu folyó mentén.

Mindkettőt 1982-ben létesítették az állatvilág megőrzésére.

#### Természeti világörökségei
Az UNESCO világörökség listáján jelenleg nem szerepel semmi Burundiból.

## Történelem
A térség legkorábbi lakói a pigmeusok közé tartozó twa nép. Őket váltották fel részben beolvasztva a bantu vándorlás során a bantu (hutu) törzsek.
Burundi a 17. századtól független királyság volt. A Burundi Királyság eredete a mítoszok ködébe vész. A legendák szerint az alapító dinasztia első tagja, Ntare Rushatsi Ruanda felől érkezett Burundiba a 17. században; valamivel megbízhatóbb források szerint a délkeleti Buha környékéről érkezett és Nkoma környékén alapította királyságát.
A rabszolga-kereskedelem megkímélte ezt a területet. 1885-ben német védnökség alá került. Az első világháborúban Belgium gyarmata volt. 1923-ban Ruanda-Urundi népszövetségi mandátumterület részeként kormányozta Belgium. A második világháború után is belga igazgatás alatt maradt, mint ENSZ gyámsági terület.
1962-es függetlenné válásától az 1993-as választásokig Burundit katonai diktátorok sora uralta. A királyságot 1966-ban számolták fel.
Ezekben az években gyakori volt a súlyos etnikai erőszak. 1965-ben hutu szélsőségesek megpróbálták a tusziktól megtisztítani Busangana települést az ország közepén fekvő Muramvya tartományban. 1972-ben, 1988-ban és 1993-ban tuszi kisebbségiek estek áldozatul hutu szélsőségesek népirtásainak. Ezeket olyan szervezetek szervezték, mint az UBU (Burundi Munkáspárt), PALIPEHUTU és később a máig hatalmon lévő CNDD-FDD.

### Népirtás
1993-ban Burundiban demokratikus elnökválasztást tartottak, ahol a hutuk által dominált Burundi Demokrácia Frontja (FROBEDU) győzött. A FROBEDU vezetője, Melchior Ndadaye lett Burundi első hutu elnöke, de néhány hónappal később tuszi katonatisztek meggyilkolták. Ekkor hutu szélsőségesek tuszi civilek százezreit mészárolták le. Több százezren menekültek külföldre.
A bizonytalan helyzet 1996-ig tartott, amikor az egyik korábbi elnök, Pierre Buyoya jutott hatalomra katonai puccsal. 2000 augusztusában Burundi nagyobb politikai csoportjai béketárgyalások megkezdésében állapodtak meg. Az ország szerencsétlenségére nem lehet megkülönböztetni a politikai erőket a népirtásban vétkesektől, így az utóbbiak is szerepet kaptak a nemzeti intézményekben. Megállapodtak a demokrácia helyreállításának menetrendjében. Évekkel a tuszi kisebbség elleni népirtás után, 2003-ban fegyverszünetet kötött a kormány és a legnagyobb hutu lázadó csoport, a CNDD-FDD. Ugyanazon év áprilisában Buyoya elnököt a FROBEDU vezetője, Domitien Ndayizeye váltotta fel. De a legszélsőségesebb hutu csoport, a PELIPEHUTU-FNL (többnyire csak FNL néven említik) elutasította a tárgyalásokat. 2004 augusztusában megöltek 152 kongói tuszi menekültet Gatumba menekülttáborban Nyugat-Burundiban. Válaszul a támadásra a burundi kormány körözést adott ki Agathon Rwasa és Pasteur Habimana, az FNL vezetői ellen, és terrorszervezetnek minősítette a csoportot. De letartóztatni nem tudták őket. Viszont az ENSZ Burundiba küldött képviselői néhány hónap múlva találkoztak ezzel a két emberrel Kenyában, Nairobiban.
2005 májusában az FNL és a burundi kormány fegyverszünetet kötött, de a harcok folytatódtak. A felújított megbeszéléseken az FNL előzetes amnesztiát követelt a fegyverletételért cserébe. A 2005 közepén tartott választásokon a korábbi hutu lázadó Demokratikus Erők Védelmének Nemzeti Tanácsa (CNDD-FDD) győzött. 2006. szeptember 7-én újabb fegyverszünetet kötöttek, de a brit kormány az utazókat „növekvő feszültségre” figyelmeztette Burundiban.

## Államszervezet és közigazgatás

### Alkotmány, államforma
Államformája: elnöki köztársaság.
A következő nemzetközi szervezetek tagja: ENSZ, GATT, ACP, OAU
Általános szavazati jog: 18 év felett.

### Zászló
Fehér átlós kereszttel vörös (felső és alsó) és zöld panelekre osztva, középen fehér koronggal, amely három, zöld színnel körvonalazott három piros, zöld színű, háromszög alakú elrendezésű (egy csillag) fent, két csillag alatt); a zöld a reményt és az optimizmust, a fehér tisztaságot és a békét szimbolizálja, a vörös pedig a függetlenségért folytatott harcban ontott vért; a lemezen lévő három csillag a három fő etnikai csoportot képviseli: hutu, twa, tuszi, valamint a nemzeti mottó három elemét: egység, munka, haladás.

### Törvényhozás, végrehajtás, igazságszolgáltatás
A nemzetgyűlésnek 52 választott és 13 kinevezett tagja van, akik 5 évre kapnak mandátumot. Az államfőt szintén 5 évre, közvetlenül választják, s az elnök egyben az UPRONA vezetője és a hadsereg főparancsnoka is. A joggyakorlat a belga jogot követi, kiegészítve a szokásjoggal.

### Közigazgatási beosztás
Burundi 18 tartományból áll:
- Bubanza
- Bujumbura Mairie
- Bujumbura Rural
- Bururi
- Cankuzo
- Cibitoke
- Gitega
- Karuzi
- Kayanza
- Kirundo
- Makamba
- Muramvya
- Muyinga
- Mwaro
- Ngozi
- Rumonge
- Rutana
- Ruyigi

### Védelmi rendszer
18 év felett önkéntes a katonai szolgálat. A nemzeti hadseregnek (National Defense Forces – FDN) körülbelül 25.000 aktív tagja van.
A hadsereg fegyverzete túlnyomó többségben orosz származású fegyverekből áll, kiegészítve valamennyi nyugati felszereléssel, főleg Franciaországból.  2010 óta kisebb mennyiségben használt kínai, dél-afrikai és amerikai felszereléssel is rendelkeznek.

## Népesség

Burundi népessége folyamatosan, gyors ütemben nő

### Általános adatok
Burundi Afrika egyik legsűrűbben lakott országa. 2020-ban több mint 400 fő/km² a népsűrűség. A lakosság zöme elszórt településeken él, többnyire az északi területeken és a Tanganyika-tó körzetében, és több mint 40%-uk 15 évesnél fiatalabb.
Várható élettartam:  66,7 év (2020-as becslés)
- férfiak: 64,6 év
- nők: 68,8

Villamos árammal való lakossági ellátottság: 7,6% (2016-os becslés)

### Népességének változása
| Lakosok száma | 2 786 740 | 3 153 879 | 3 582 950 | 4 018 846 | 4 774 155 | 5 882 679 | 6 447 672 | 7 510 771 | 9 540 362 | 13 689 450 |
|               | 1960      | 1966      | 1973      | 1979      | 1985      | 1992      | 1998      | 2004      | 2011      | 2023       |

### Legnépesebb települések

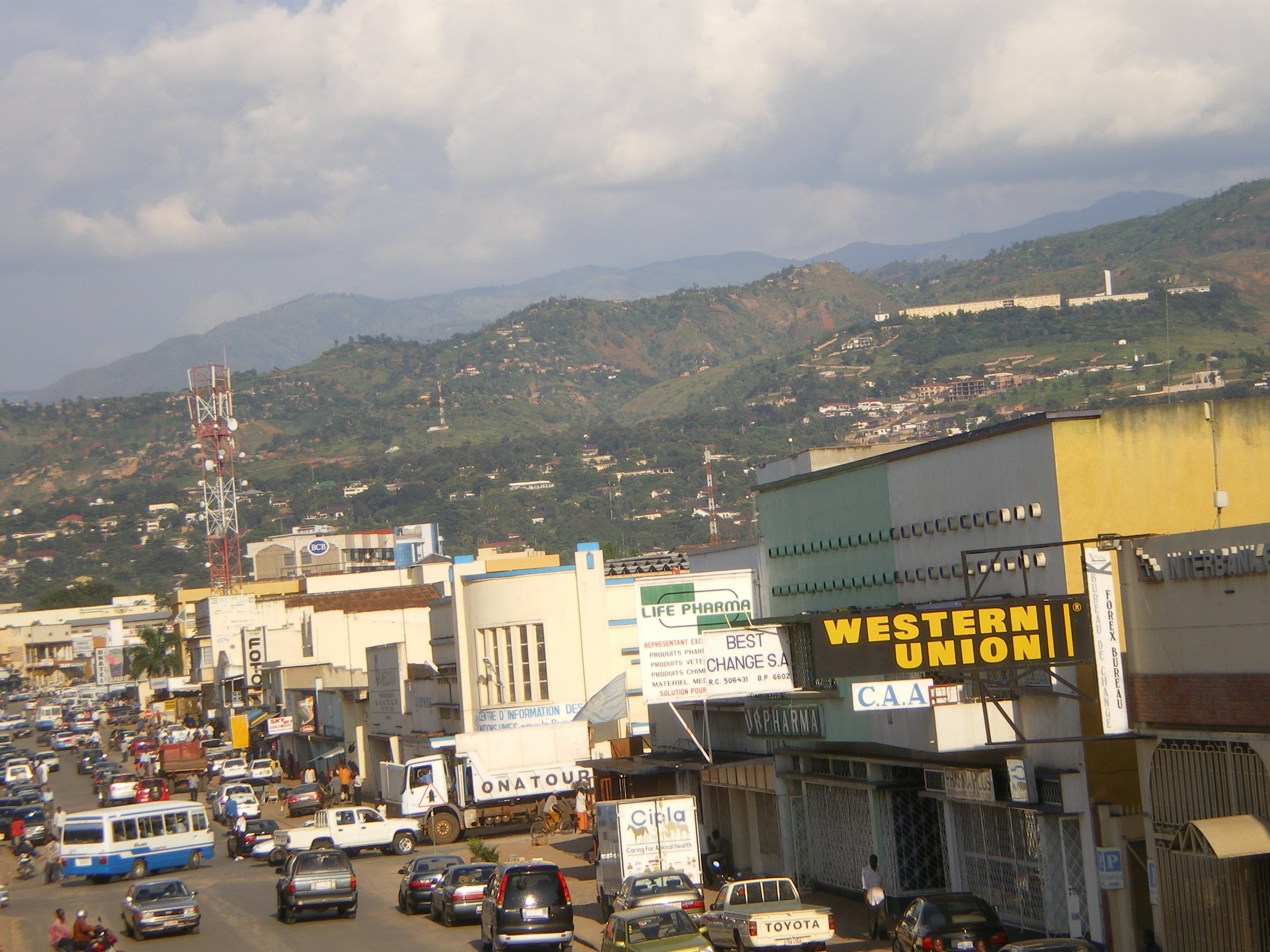
Bujumbura egy utcaképe

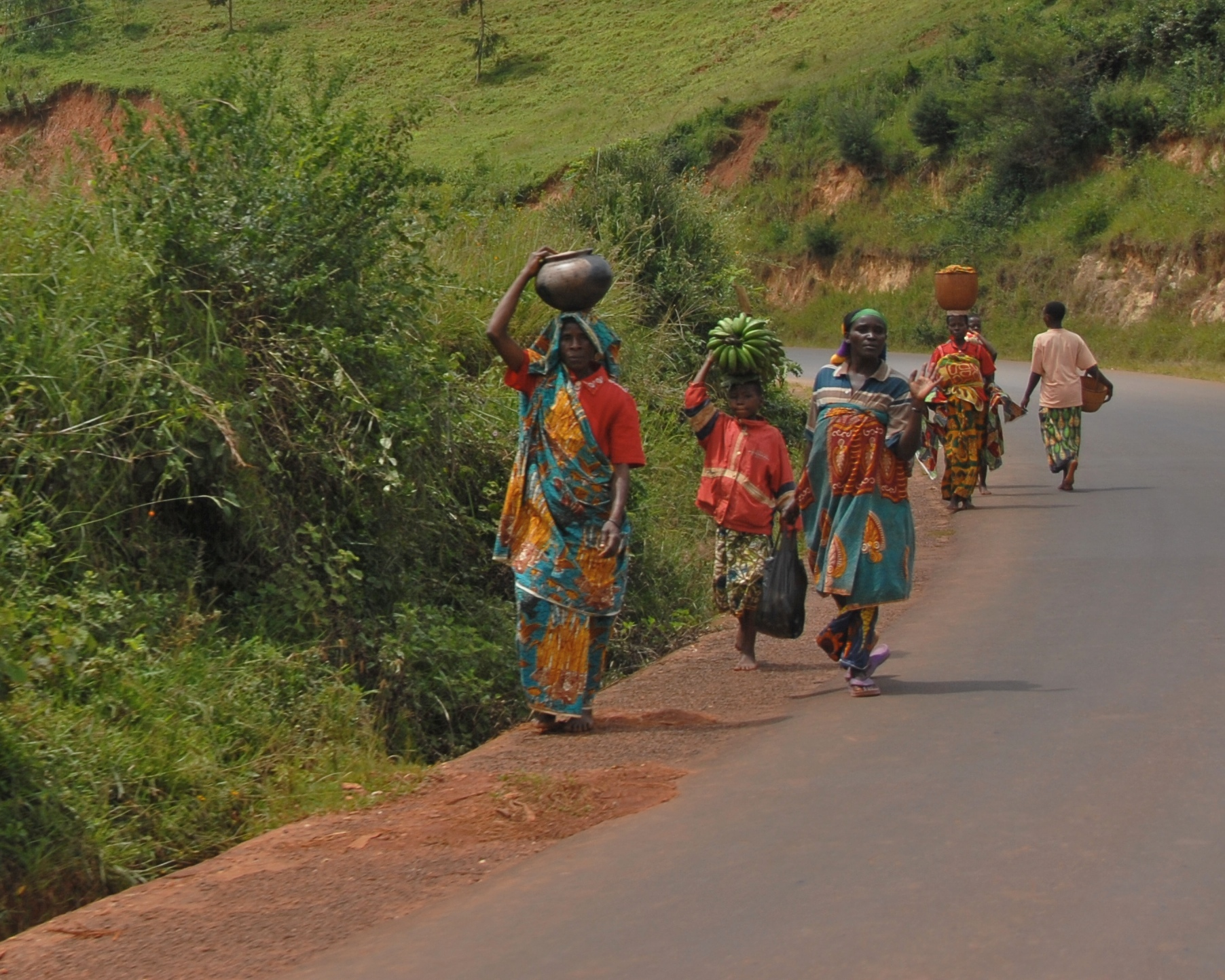
Vidéki emberek

| Rangsor | Név       | Lakosság             | Lakosság        | Tartomány |
| Rangsor | Név       | 1990-es népszámlálás | 2005-ös becslés | Tartomány |
| 1.      | Bujumbura | 235 440              | 330 504         | Bujumbura |
| 2.      | Muyinga   | 5 533                | 71 076          | Muyinga   |
| 3.      | Ruyigi    | 2 377                | 38 458          | Ruyigi    |
| 4.      | Gitega    | 20 708               | 23 167          | Gitega    |
| 5.      | Ngozi     | 14 511               | 21 506          | Ngozi     |
| 6.      | Rutana    | 1944                 | 20 893          | Rutana    |
| 7.      | Bururi    | 15 816               | 19 740          | Bururi    |
| 8.      | Makamba   | 5 198                | 19 642          | Makamba   |
| 9.      | Kayanza   | 6 881                | 19 443          | Kayanza   |
| 10.     | Muramvya  | 2 290                | 18 041          | Muramvya  |
| 11.     | Cibitoke  | 8 280                | 14 220          | Cibitoke  |
| 12.     | Bubanza   | 2 945                | 12 728          | Bubanza   |
| 13.     | Karuzi    | 3 403                | 10 705          | Karuzi    |
| 14.     | Cankuzo   | 1643                 | 6 585           | Cankuzo   |
| 15.     | Kirundo   | 5 181                | 6 083           | Kirundo   |
| 16.     | Rumonge   | n.a.                 | 6 074           | Bururi    |
| 17.     | Mwaro     | n.a.                 | 4 924           | Mwaro     |

### Etnikai, nyelvi, vallási megoszlás

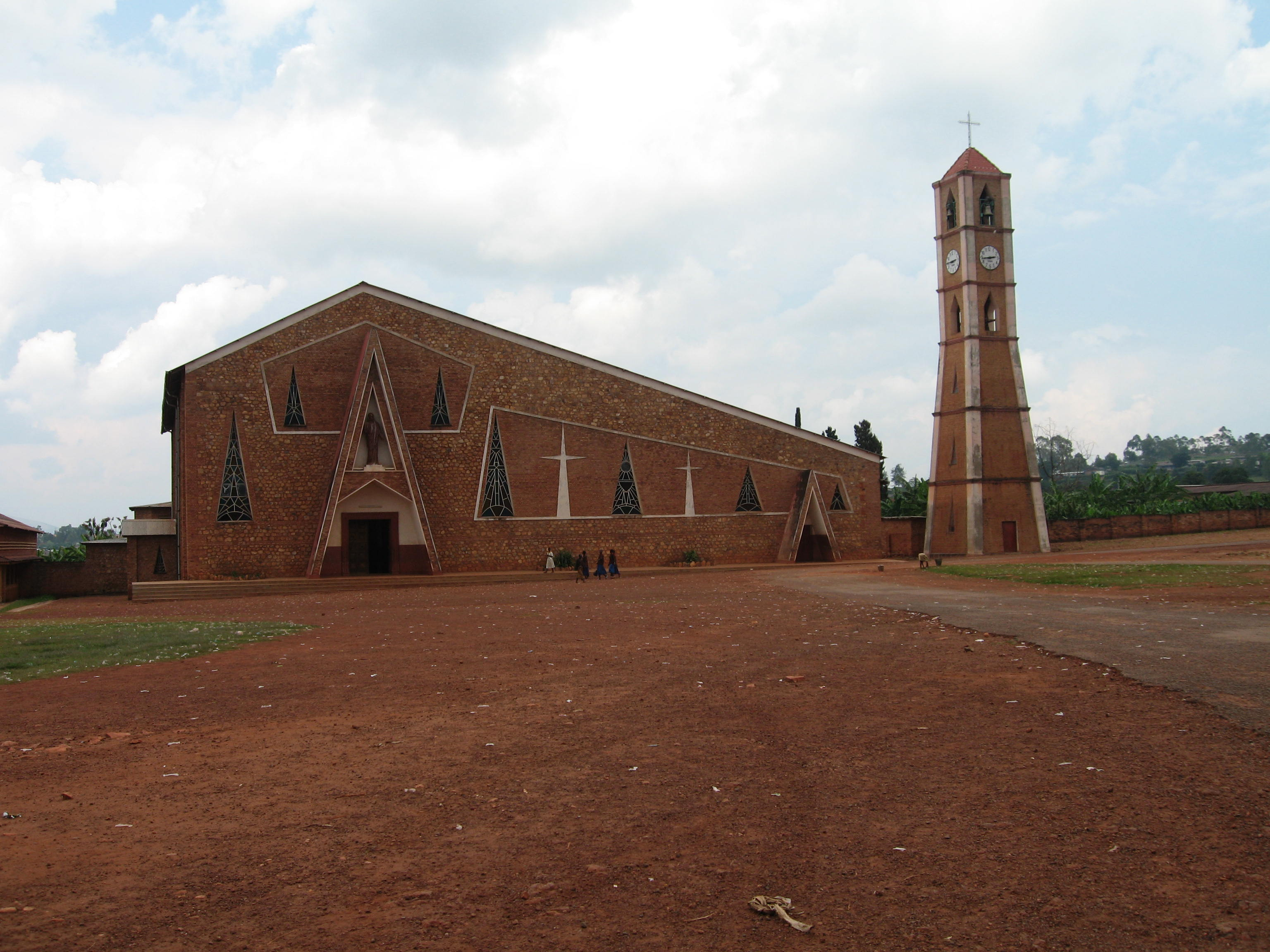
Gitega keresztény temploma

- Nyelvek: az országban két hivatalos nyelv van, a francia és a kirundi, valamint beszélik még a szuahélit is.
- Népek: hutu 85%, tuszi 14%, pigmeus (tva) 1%, egyéb 4%.
- Vallások: római katolikus 62%, protestáns 5%, törzsi vallású 23%, muszlim 10%, anglikán 9%, egyéb 1%.

### Szociális rendszer, oktatás
A világ egyik legfejletlenebb országa. A munkavállalóknak csak egy kis része kap nyugdíjat. Az egészségügyi ellátás hiányos.

## Gazdaság

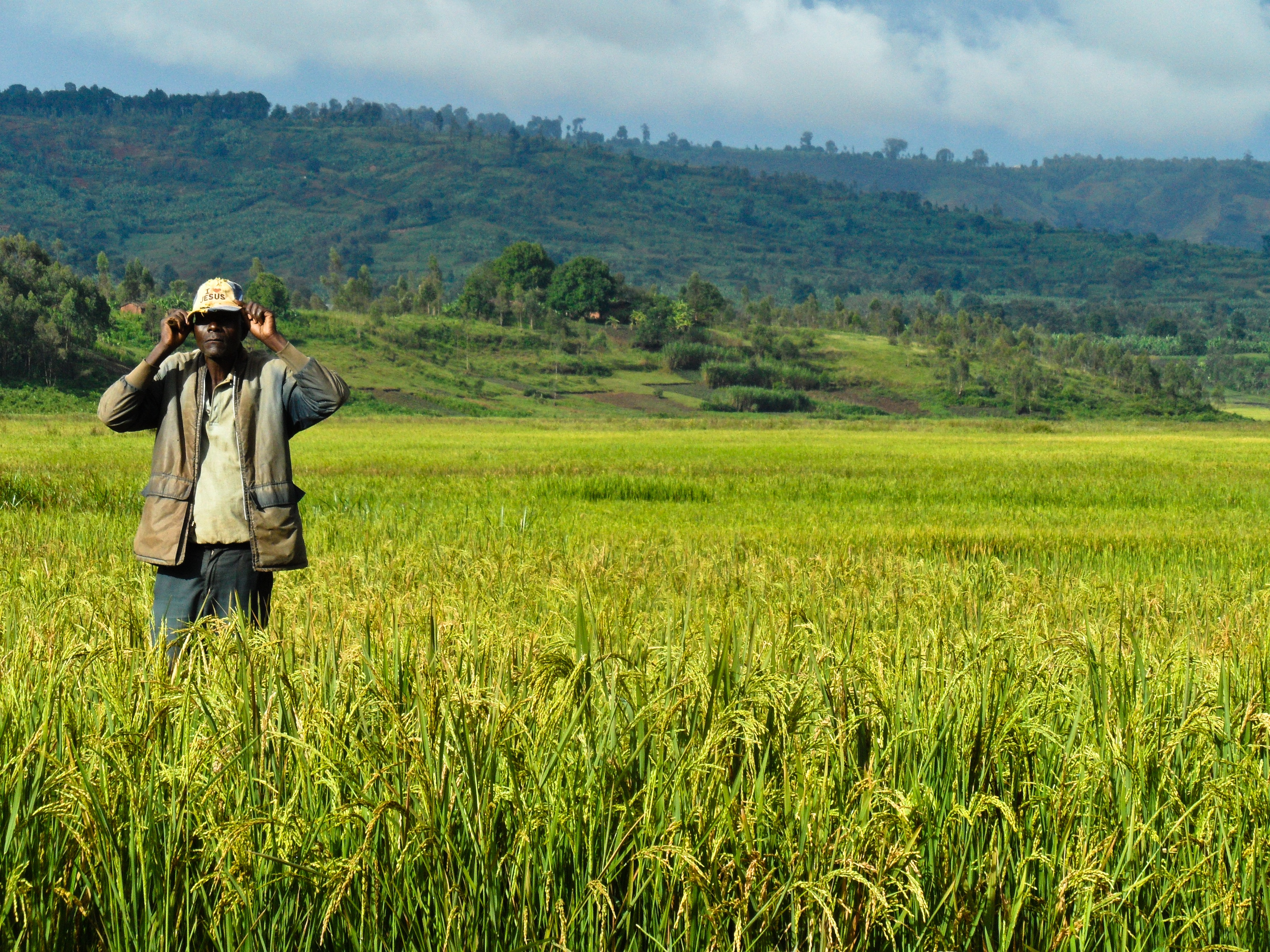
Rizsföld

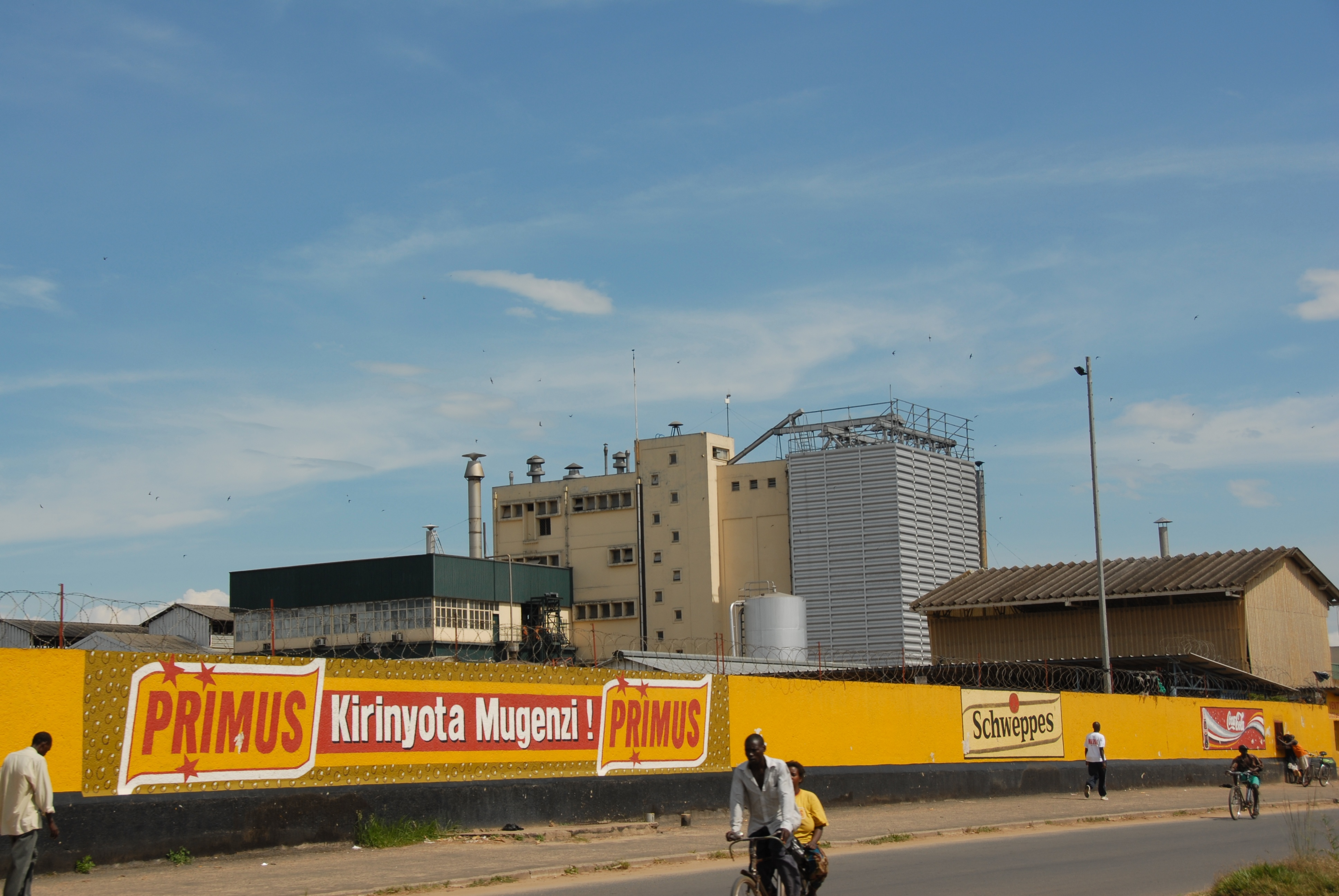
A főváros egy üzeme

A szárazfölddel körülvett ország a legkevésbé fejlett országok egyike. A mezőgazdaság a népesség 90%-ának ad munkát. Az ország gazdasága nagyban függ a kávétermeléstől és -exporttól. Az állandó belharc tovább fokozza a szegénységet. A lakosság 70%-a él a szegénységi küszöb alatt. Minden négy gyerekből csak egy jár iskolába, a felnőtt lakosság több mint 10%-a HIV-fertőzött. Élelmiszerekben, gyógyszerekben óriási a hiány. Az ország nemzetközi segélyekre van utalva. A kormányzati kiadások 40%-át segélyekből fedezik. A GDP szektorális megoszlása: mezőgazdaság 50%, ipar 18%, szolgáltatás 32%. A világgazdaság periférikus országa, kivitele mezőgazdasági termékekre (kávé, tea, cukor, gyapot) korlátozódik. Importjában a tőkeimporton túl a kőolajtermékek és az élelmiszerek legjelentősebbek. Behozatalának értéke a kivitelnek többszöröse. Az Európai Unió országai a legjelentősebb külkereskedelmi partnerei, emellett Kenya, Tanzánia, Zambia, India és Kína.

### Gazdasági ágazatok

#### Mezőgazdaság
Művelhető földterület: 38,9% (2011-es becslés). Öntözött terület 230 km².
Mezőgazdasági termékek: kávé, pamut, tea, kukorica, bab, cirok, édesburgonya, banán, manióka (tápióka); marhahús, tej, bőr.

#### Ipar
Az ország természeti kincsei: ritkaföldfém-oxidok, nikkel, cink, kobalt, urán, réz, arany, platina, vanádium, nióbium, tantál, ón, volfrám, kaolin, mészkő, vízenergia, ezeket egyelőre alig aknázzák ki. Az ipar a honi mezőgazdaság terményeit dolgozza fel és egyszerűbb fogyasztási cikkeket állít elő.
Ipari termékek: cukor, cipő, szappan, sör; cement, import alkatrészek összeszerelése; közmunkák építése; élelmiszer-feldolgozás.

#### Külkereskedelem
- Exporttermékek: kávé, tea, cukor, gyapot, bőr, érc.
- Importtermékek: műszaki berendezések és iparcikkek, textília, járművek, élelmiszer, kőolaj.

Főbb kereskedelmi partnerek 2017-ben:
- Export:  Kongói Demokratikus Köztársaság 25,5%, Svájc 18,4%, Egyesült Arab Emírségek 14,9%, Belgium 6%
- Import:  India 18,5%,  Kína 13%, Kenya 7,9%, Egyesült Arab Emírségek 6,8%, Szaúd-Arábia 6,8%, Uganda 6%, Tanzánia 5,4%, Zambia 4,6%

#### Energiatermelés
- 73% vízenergia
- 14% fosszilis energia
- 14% megújuló energiaforrás

## Közlekedés
Az úthálózat hossza 12.322 km, amiből 1500 km van aszfaltozva (2016-os becslés). A külkereskedelem szempontjából fontos autó-, illetve vasútvonal vezet Bujumburából Kigakán (Ruanda) és Kampalán (Uganda) keresztül Mombasa (Kenya) kikötőjébe.
Az ország legfontosabb átrakodóhelye Bujumbura kikötője a Tanganyika-tó partján. Innen hajó-összeköttetés van a tanzániai vasúthálózathoz és Dar es Salaam kikötőjéhez.
Nemzetközi repülőtér Bujumburában van, ezenkívül 6 kisebb, szilárd burkolattal nem rendelkező repülőtér van az országban.

## Telekommunikáció
| Hívójel prefix | 9U |
| ITU zóna       | 52 |
| CQ zóna        | 36 |

## Kultúra
Burundi és Ruanda különálló államok, de kultúrájuk (és történelmük) nagyon hasonlít egymásra függetlenné válásuk után is. 

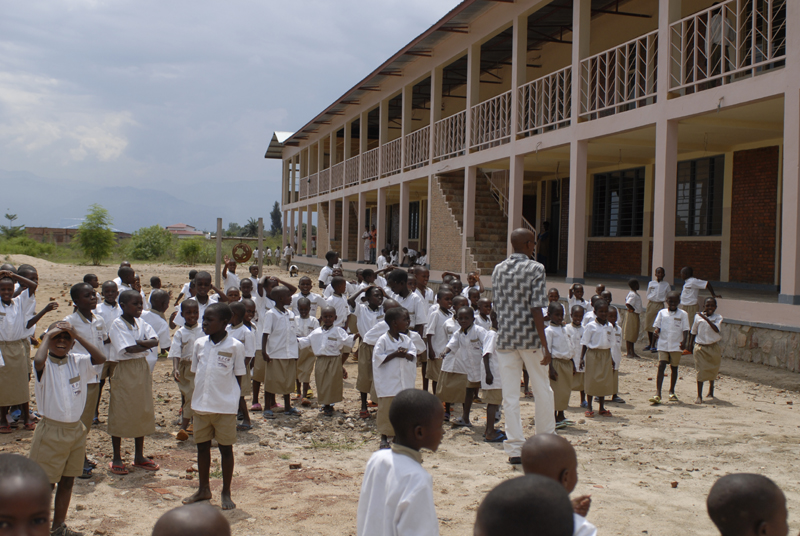
Iskolások és egy iskolaépület, amely német segélyből épült

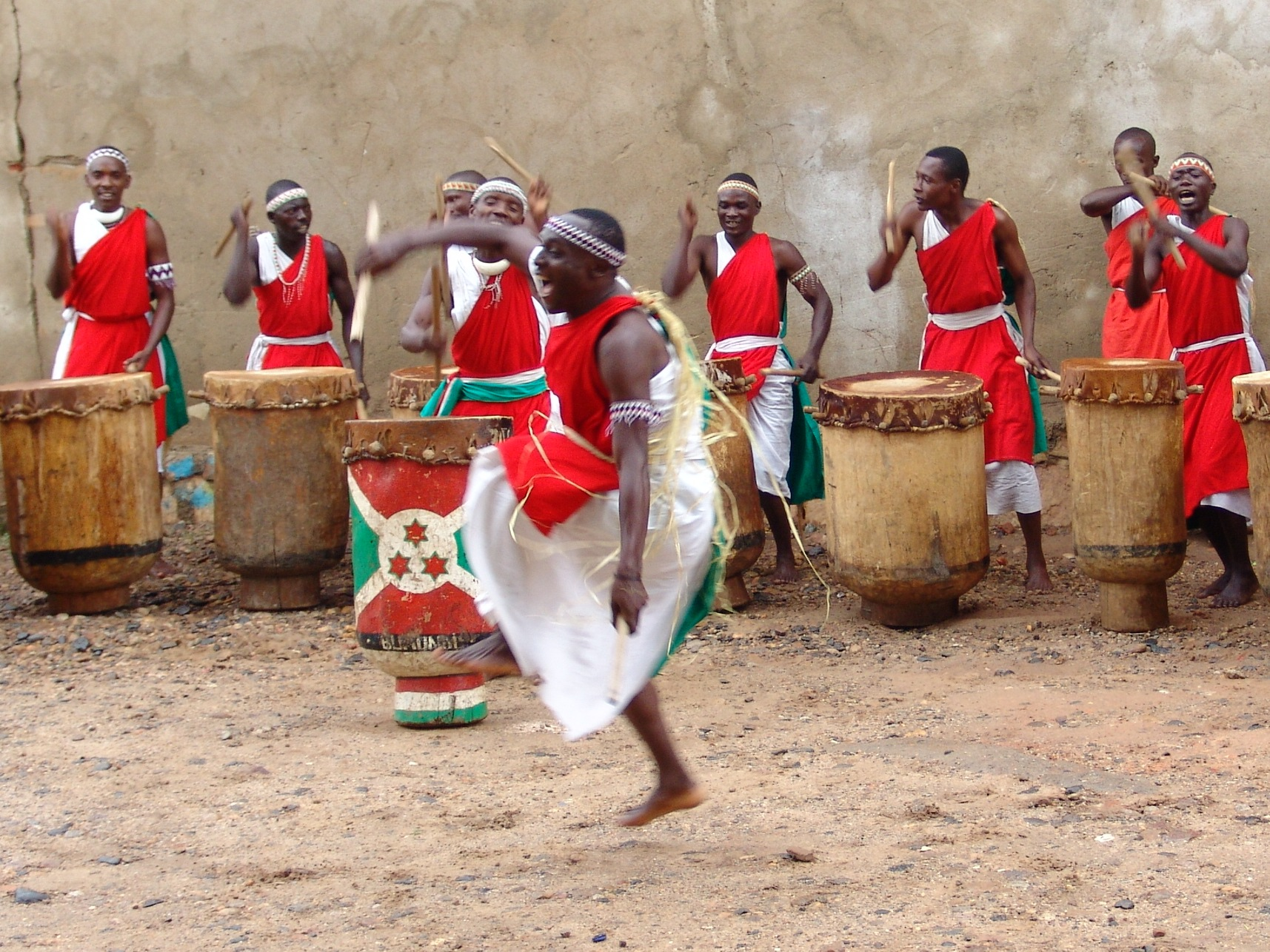
Karienda-dobosok és egy táncos

### Oktatási rendszer
Az általános tankötelezettség 6-tól 12 éves korig tart. Az ország egyetlen egyetemét Bujumburában 1973-ban alapították.
Írástudás: 68,4% (2017-es becslés)
- férfiak: 76,3%
- nők: 61,2%

### Művészetek
Burundiban egészen a közelmúltig a tuszi királyság nyomta rá a bélyegét az ország kultúrájára. A zene és a költészet nagy szerepet játszott a királyi udvarban. A hatalmi jelképek közé tartoztak a királyi dobok is. Ezért Burundi zenei életében kiemelt szerepe van az ingomaegyüttesnek, melyben a központi dob körül félkörben 24 állódob sorakozik. A dobok mellett különböző fúvós és húros hangszereket is használnak. Fontos hangszer a citera (manga). Hangszeren csak férfiak játszanak. A népzene általában egyszólamú, a szólista és a kórus váltogatják egymást. A twák többszólamú énekére különleges jódlitechnika jellemző.
Burundinak gazdag szóbeli irodalma van rundi nyelven; meg kell különböztetni az udvari és a népi költészetet. A modern írásos irodalom még gyerekcipőben jár. Nemzetközileg csak a francia nyelven író Michel Kayoya (1934-1972) ismert.

### Gasztronómia
A burundi gasztronómia reprezentatív afrikai kulináris kultúra. Fő hozzávalói a bab, egzotikus gyümölcsök (főleg banán), vaddisznóhús, édesburgonya, tápióka, borsó, kukorica és más gabonafélék (elsősorban búza). A húsok közül külön figyelmet érdemel a kecske, hal és baromfi. Egyéb zöldségek a hagyma és káposzta. Fő fűszer a bors és a curry.
Tapasztalható francia hatás is, így az egyik jellemző fogás a brochette is francia eredetű.
Burundiban az emberek leginkább házikészítésű ételeket fogyasztanak, de igen komoly probléma az élelmiszertartósítás és a biztos élelmezés.

## Turizmus
Az ország metrikus rendszert használ. A lakosság elektromos áram 240 V, 50 Hz, a fali konnektorba általában az Európában megszokott, 2-pólusú, kerek érintkezővel rendelkező konnektort lehet csatlakoztatni.
Az országban nincsenek pénzfelvevő automaták (ATM-ek), így készpénzt kell bevinni az országba. Vízum minden beutazó számára szükséges. Beutazás előtt az aktuális biztonsági helyzetet érdemes leellenőrizni.
Az üzletek és hivatalok déltől 15 óráig zárva tartanak.

## Betegségek, oltások
Javasolt oltások Burundiba utazóknak:
- Hastífusz
- Hepatitis A (magas a fertőzésveszély)
- Hepatitis B (magas a fertőzésveszély)
- Sárgaláz
- Malária ellen gyógyszer van. (Nagy a kockázata a fertőzésnek).

Javasolt oltás bizonyos területekre utazóknak:
- Kolera
- Veszettség

Kötelező oltás, ha fertőzött országból érkezik/országon át utazik valaki:
- Sárgaláz

Nagy az ebola veszély.

## Sport
Az olimpiai játékok során Burundi eddig csak egyetlen érmet (arany) nyert. Az 1996-os atlantai játékokon Vénuste Niyongabo férfi 5000 m-es síkfutásban aratott győzelmet.
- Bővebben: Burundi az olimpiai játékokon

A Burundi labdarúgó-válogatott eddig még nem ért el kiemelkedő eredményeket.
- Bővebben: Burundi labdarúgó-válogatott

## Ünnepnapok
- Január 1.: újév napja
- Február 5.: az egység napja
- (változó): húsvét (péntek, szombat, vasárnap, hétfő)
- Május 1.: a munka ünnepe
- Július 1.: a függetlenség napja
- Augusztus 15.: Mária mennybemenetelének napja
- Szeptember 18.: az Uprona győzelmének napja
- Október 13.: megemlékezés Rwagasore meggyilkolásának napjáról
- Október 21.: megemlékezés Ndadaye meggyilkolásának napjáról
- November 1.: mindenszentek napja
- December 25.: karácsony napja